# Memecylon multinode
Memecylon multinode är en tvåhjärtbladig växtart som beskrevs av Jacq.-fel.. Memecylon multinode ingår i släktet Memecylon och familjen Melastomataceae.
Artens utbredningsområde är Madagaskar. Inga underarter finns listade i Catalogue of Life.